# CUE

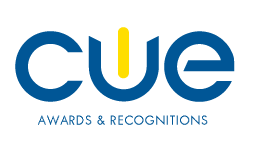
Logo

O CUE, que é uma sigla para Computer-Using Educators, é um é uma organização sem fins lucrativos formado em 1978 por professores americanos que se uniram pelo interesse em usar computadores e tecnologia em geral dentro de salas de aula como ferramenta para o ensino [1]. Atualmente, a organização apoia filiais espalhados pelos estados americanos de Califórnia e Nevada, além de manter atividades independentemente.

## História

### Fundação
A organização foi fundada em 1978 por professores da região da Califórnia. Bobby explica  que o grupo surgiu baseado no principio de compartilhamento de experiências entre os professores. O que começou como um grupo de 15 educadores buscando troca de informação, cresceu para se tornar uma organização com membros espalhados por 48 estados americanos e outros países. Da mesma forma que livros estavam centrados na distribuição do conhecimento até aquela época, quando esses professores tiveram acesso a um programa de caracter educacional, eles viram que aquilo ali tinha o potencial de reformular a forma com que o conhecimento era transmitido.
O grupo infiltrou várias áreas da educação. Professores, bibliotecários, administradores e outros profissionais da área de educação dispuseram tempo para criar uma rede de afiliados. Essa rede foi responsável por expandir o alcance do CUE em outras regiões do estado da Califórnia, através de palestras, escrevendo periódicos, organizando conferências para aumentar o uso de aplicativos educacionais dentro das escolas da região.
Algum dos seus membros fundadores são:
| Anita Best                         |
| Pat Cleland                        |
| Bob Enenstein                      |
| LeRoy Finkel                       |
| Glenn Fisher                       |
| Bobby Goodson (ex presidente)      |
| Wendy Harris                       |
| Don McKell                         |
| Sandy Wagner (primeiro presidente) |

### As épocas do CUE

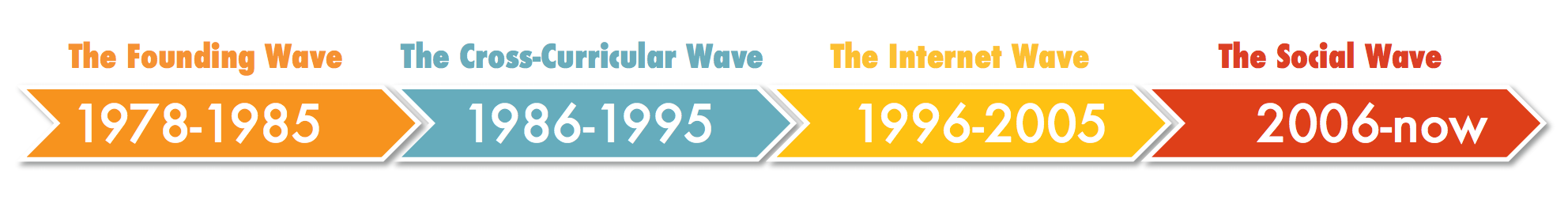
As 4 ondas de membros

A organização divide sua história em quatro “ondas” de membros, destacando o fato de que mesmo depois do fim da carreira destes educadores, eles ainda participam dos eventos como palestrantes, voluntários, lideres de grupos ou consultores. As ondas são divididas baseadas no tipo de tecnologia que eles estão usando na época e os desafios relacionados.
- A onda dos Fundadores (1978-1985): Lidando com desafios relacionados a TV & Video, Microcomputadores, Computação pessoal, programação, entre outros. Seus participantes consistiam de professores e bibliotecários, guiados pelo lema “KIds Can’t Wait”, ou “Crianças não podem esperar”.

- A onda Intra-Curricular (1986-1995): Lidando com novas tecnologias como GUI, discos compactos (CDs), e Hypermedia, os professores incorporavam essas tecnologias com professores que ensinavam todos os assuntos.

- A onda da Internet (1996-2005): Movidos pelo objetivo de não deixar nenhuma criança para trás, os membros do CUE buscam formas de introduzir o acesso a internet na educação das crianças. Desafios com redes de computadores e sistemas de aprendizado online foram os fatores que moveram os profissionais dessa época.

- A onda Social (2006-atual): Num contexto onde as crianças são conectadas a internet desde cedo, os profissionais da onda atual procuram meios de fazer seus conteúdos relevantes para os desafios do educador atual. Utilizando recursos como Computação nas nuvens, Big Data, dispositivos móveis e redes sociais, o CUE cria programas que ensinam educadores a usar esse recurso em seu favor.

## Missão e Visão
Em 2014, o CUE disponibilizou o seu Plano Estratégico  para os anos de 2014 até 2019, que descrevem os objetivos da organização para os próximos anos. Como missão, a organização visa inspirar estudantes inovadores através de estímulos a comunidade, personalizando o ensino, inserindo tecnologia, desenvolvendo liderança e advogando oportunidades educativas para todos. A visão da organização está centrada em criar uma comunidade que dê suporte a aprendizes inovadores, que utilizem todo o potencial da tecnologia a seu favor.

## Atividades
O CUE busca dar suporte ao seus membros de diversas formas, seja através de revistas, acesso a grupos de pessoas com interesses em áreas comuns, ou descontos em materiais e eventos relevantes. Entre eles, temos:

### Redes de Aprendizado (Learning Networks)
O CUE mantém atualmente sete Redes de Aprendizados, que visa unir membros da organização com interesses e expertises similares. O acesso aos grupos específicos é gratuito para membros. Os grupos são:
- Rede de Administradores: Esse grupo tem por missão encorajar administradores de todos os níveis, desde locais até estaduais, a planejar, implementar e avaliar o uso de tecnologia nas escolas.

- Rede de eLearning: Visa aumentar as oportunidades educacionais e melhorar o aprendizado através do ensino online.

- Rede de Ensino Superior: Esse grupo tem a missão de servir profissionais universitários membros do CUE, conectando os educadores e estimulando o compartilhamento de conhecimento quanto a tecnologia no ensino superior.

- Rede Independente de Escola: Grupo que une profissionais independentemente do tipo de ensino que estão envolvidos. Seus participantes incluem profissionais de desde jardim de infância até ensino superior.

- Rede de Bibliotecários educadores através de mídia: A missão desse grupo é promover um entendimento do papel deste profissional dentro do contexto das escolas, e promover meios de aprendizado profissional através do compartilhamento de experiências.

- Rede de Lideres Tecnológicos: Unindo lideres tecnológicos com o objetivo de fazer os trabalhos de todos mais efetivo e eficiente.

- Rede do uso de Video na Sala de Aula: Formado por indivíduos de diferentes areas da educação unidos através do desejo de aumentar a presença de experiências multimídia em todas as salas de aula.

### Conferência Anual (CUE National Conference)
O CUE mantêm a sua conferência anual, que visa atrair coordenadores de tecnologia, administradores, educadores e todos aqueles que tem interesse em descobrir como a educação pode apoiar o sucesso dos estudantes. Este event acontece já a mais de 25 anos, e é o maior evento de tecnologia educacional da califórnia. Como dura 3 dias, a conferência possui vários pólos de conteudo simultâneo. Dentre as atrações, é comum que haja:
- Apresentações de uma hora que abrangem todo o aspecto de tecnologia na educação, desde o mais iniciante até o mais profundo assunto;
- Exibição de posteres, na qual pesquisadores apresentam resultados de suas pesquisas na área de tecnologia educacional em sessões de duas horas;
- Apresentação de dicas através de palestras de 20 minutos, focando em trazer soluções práticas que abrangem tópicos como aprendizado, produtividade ou entendimento de assunto para os profissionais da área;
- Apresentações de pessoas conhecidas na área, tanto da Califórnia quanto de fora;
- Área de exibição de projetos, onde empresas podem mostrar o que há de mais novo  em termos de tecnologia para que os educadores possam levar para as salas de aula;
- Cursos rápidos dentro de uma certa temática que tenha relação a educação, afim de capacitar e estimular a melhora dos profissionais membros da organização;
- Entre outras.

### Conferência de Inverno (CUE Fall Conference)
Assim como a conferência nacional, a conferência de inverno também é voltada a aqueles que usam a tecnologia para educar, ou que tem interesse em seguir esse caminho. Este evento de dois dias possui sessões de apresentações de uma hora cada,  que frequentemente acontecem de forma concorrente. Além disso, especialistas são trazidos para dar seus insights nos assuntos mais interessantes do momento na área de tecnologia na educação, que vem tanto do estado da Califórnia quanto de fora. Finalmente, também acontecem treinamentos curtos, exibição de produtos por fabricantes e workshops.

### Simpósio de Liderança 3.0 (Lead 3.0 Symposium)
Dado em parceria com a Associação de Administradores de Escolas da Califórnia (ACSA) e o Centro de Tecnologia da Informação para Liderança Administrativa (TICAL),  esse evento visa apresentar conteúdo a administradores em geral em termos de liderança, visando qualificar os participantes através de palestras, workshops e seminários. Inspirando através da tecnologia, o simpósio visa dar uma visão geral do que tem sido desenvolvido e aprendido quanto a gerenciamento de pessoas e conhecimento, através de dois dias e meio de atividades.

### Premiações (Awards)
A organização visa reconhecer aqueles membros e amigos que se dedicam na missão do CUE. Atualmente existem oito tipos de premiações, para as quais são recebidas as nominações feitas pelos membros, e avaliadas pela diretoria da organização. São premiadas pessoas que se destacam na área de tecnologia na educação, seja por inovar através de uma contribuição para o ensino na sala de aula, seja por promover a inovação de uma posição mais organizacional, ou avanços na própria tecnologia.

### Prêmio LeRoy Finkel (LeRoy Finkel Fellowship Program)
O professor LeRoy Finkel é um dos fundadores do CUE, que hoje em dia é reconhecido pela sua liderança em promover a integração da tecnologia no ensino. Por ter essa visão além do seu tempo, a organização possui um programa em honra aos trabalhos feitos por ele.
O prêmio é dado para aquele inovador que desenvolver uma "grande ideia", que deve ser uma forma inovadora, baseada em tecnologia, que impacte positivamente o ensino em salas de aula. Os candidatos submetem suas ideias através do website, que são avaliadas pela organização.

### Café CUE (Coffee CUE)
Sabendo que a melhor forma de ensino e aprendizado tende a ser informal e focado no aluno, o Café CUE é um movimento que visa unir profissionais da área em torno de uma mesá de café para conversar. Sem impor limites de tempo ou tópico, os eventos - que são organizados independentemente pelos membros - dão a liberdade necessária para que o conhecimento possa fluir livremente e da forma mais natural possível.

### Máquina de Pensamento Infinito (Infinite Thinking Machine by CUE)
A Máquina de Pensamento Infinito é um programa de televisão na internet, que de forma divertida e dinâmica, visa atualizar professores, pais e estudantes com o que há de mais novo que a tecnologia trouxe para o ensino. O objetivo principal do programa é desenvolver a criatividade e inspirar nessas pessoas - que são chaves no processo da educação - a vontade de inovar no ensino.

## Organizações afiliadas
O CUE possui 21 grupos afiliados espalhados pelos estados da Califórnia e Nevada, nos Estados Unidos da América. A atuação destes se dá através da organização de eventos locais para membros da organização, e estimulando a participação dos educadores da região para se filiarem. Certamente, dado que o grupo se iniciou na Califórnia, é justificável que a grande maioria das 21 organizações afiliadas estejam presentes neste estado, enquanto somente uma é responsável pelo estado de Nevada.
| Beach Cities CUE (BCCUE)        |
| Cahuilla CUE (CahuCUE)          |
| Capitol CUE (CapCUE)            |
| Central California CUE (CCCUE)  |
| Central Valley CUE (CVCUE)      |
| CUE Los Angeles (CUELA)         |
| CUE San Francisco (CUESF)       |
| CUE of Nevada (CUENV)           |
| East Bay CUE (EBCUE)            |
| Gold Coast CUE (GCCUE)          |
| Inland Area CUE (IACUE)         |
| Kern CUE                        |
| Monterey Bay (MB CUE)           |
| North Bay CUE (NBCUE)           |
| North State CUE (NSCUE)         |
| Orange County CUE (OCCUE)       |
| San Diego CUE (SDCUE)           |
| San Luis Obispo CUE (SLOCUE)    |
| San Gabriel Valley CUE (SGVCUE) |
| Santa Barbara CUE (SBCUE)       |
| Silicon Valley CUE (SVCUE)      |
| ------------------------------- |